# Juan Santos (judoka)
Juan Santos es un deportista puertorriqueño que compitió en judo. Ganó una medalla de bronce en los Juegos Panamericanos de 1975, en la categoría de +93 kg.

## Palmarés internacional
| Juegos Panamericanos | Juegos Panamericanos      | Juegos Panamericanos | Juegos Panamericanos |
| Año                  | Lugar                     | Medalla              | Categoría            |
| -------------------- | ------------------------- | -------------------- | -------------------- |
| 1975                 | Ciudad de México (México) | Medalla de bronce    | +93 kg               |